# Arrondissement de Limbourg-Weilbourg
L’arrondissement de Limbourg-Weilbourg est un arrondissement  (Landkreis en allemand) de Hesse (Allemagne) situé dans le district (Regierungsbezirk en allemand) de Giessen. 
Son chef-lieu est Limbourg-sur-la-Lahn.

## Villes, communes et communautés d'administration
(nombre d'habitants en 2008)
| Städte 1. Bad Camberg (14 184) 2. Hadamar (12 330) 3. Limbourg-sur-la-Lahn (33 504) 4. Runkel (9 658) 5. Weilbourg (13 378) | Gemeinden 1. Beselich (5 729) 2. Brechen (6 674) 3. Dornburg (8 412) 4. Elbtal (2 439) 5. Elz (7 978) 6. Hünfelden (9 969) 7. Löhnberg (4 319) 8. Mengerskirchen, Marktflecken (5 902) 9. Merenberg, Marktflecken (3 366) 10. Selters (Taunus) (8 212) 11. Villmar, Marktflecken (7 191) 12. Waldbrunn (Westerwald) (5 791) 13. Weilmünster, Marktflecken (9 086) 14. Weinbach (4 616) |